# 非中性電漿
非中性電漿是總電荷數不為零的電漿，在電漿動力學中由非中性電荷所產生的電場扮演了重要甚至是主要的角色。 最單純的非中性電漿是只有一種帶電粒子所組成的電漿，從實驗室中製造出來的例子有：純電子電漿、純離子電漿、陽電子電漿與反質子電漿。
電子、離子、正電子和反質子這類的帶電粒子集團因其集體式運動和電漿相似，被稱作非中性電漿。這類非中性電漿不會因溫度下降而發生如離子與電子相互結合這類的情況，所以可以製出低溫電漿。